# 오방색

오행의 상생과 상극, 상극인 목, 토, 수, 화, 금 순으로 그려도 안쪽은 상생을 나타내게 된다.

오방색(五方色)은 오행의 방위에 따른 색이다. 한자 문화권에서 주로 사용되는데, 《주례》, 《서경》, 《예기》에서 처음 확인된다.

## 오방정색(五方正色)
다섯 원색으로, 좁은 의미이자 본래의 오방색이다.
- 파랑: 청(靑), 목(木), 동쪽
- 빨강: 적(赤), 화(火), 남쪽
- 노랑: 황(黃), 토(土), 중앙
- 하양: 백(白), 금(金), 서쪽
- 검정: 흑(黑), 수(水), 북쪽

## 오방간색(五方間色)
오행의 상생과 상극에 따라 10가지가 있다. 《성호사설》, 《규합총서》, 《이수신편》이 상생간색과 상극간색에 대해 다루고 있는데 상극간색은 세 문헌의 색명이 대부분 일치하는 반면 상생간색에는 약간의 차이가 있다.

### 상생간색(相生間色)
- 정(靘) : 나무를 나타내는 청색과 불을 나타내는 적색의 간색이다.
- 훈(纁) : 불을 나타내는 적색과 흙을 나타내는 황색의 간색이다.
- 규(硅) : 흙을 나타내는 황색과 금을 나타내는 백색의 간색이다.
- 불(黻) : 금을 나타내는 백색과 물을 나타내는 흑색의 간색이다.
- 암(黯) : 물을 나타내는 흑색과 나무를 나타내는 청색의 간색이다.

### 상극간색(相克間色)
- 녹(綠) : 나무를 나타내는 청색과 흙을 나타내는 황색의 간색이다.
- 유(騮) : 흙을 나타내는 황색과 물을 나타내는 흑색의 간색이다.
- 자(紫) : 물을 나타내는 흑색과 불을 나타내는 적색의 간색이다.
- 홍(紅) : 불을 나타내는 적색과 금을 나타내는 백색의 간색이다.
- 벽(碧) : 금을 나타내는 백색과 나무를 나타내는 청색의 간색이다.

## 갤러리
- 오방색으로 된 한복을 입고 있다.
- 오방색으로 된 동다리를 입고 있다.
- 대한제국 황후의 황색 원삼

## 같이 보기
- 오행
- 색